# Eduardo González Mazo
Eduardo González Mazo (Cádiz, 1965) es un catedrático en química física español. Reelegido en marzo de 2015, fue rector de la Universidad de Cádiz desde junio de 2011 hasta mayo de 2019. Es presidente de la Asociación de Universidades Públicas Andaluzas (AUPA) desde noviembre de 2014. Desde marzo de 2016, es además presidente de la AUIP.
Antes de ser elegido rector, ejerció de director general de Acceso de la UCA.